# Allison Janney
Allison Brooks Janney (n. 19 noiembrie 1959, Boston, Massachusetts, SUA) este o actriță americană. A primit de-a lungul carierei cele mai importante premii pentru actorie, între care premiul Oscar, premiul BAFTA, Globul de Aur și șapte premii Emmy, având și două nominalizări la premiile Tony.

## Biografie
Născută în Boston și crescută în Dayton, Ohio, Janney a primit o bursă pentru a studia la Academia Regală de Artă Dramatică după ce a absolvit Colegiul Kenyon. După ani de apariții minore în film și televiziune, Janney a ieșit în evidență odată cu rolul lui C. J. Cregg în drama politică Viața la Casa Albă difuzată de NBC (1999–2006), pentru care a primit patru premii Emmy. Pentru interpretarea rolului Bonnie Plunkett, o dependentă cinică în recuperare din sitcomul Mom difuzat de CBS (2013–2021), Janney a primit șase nominalizări la premiile Emmy și a câștigat de două ori premiul pentru cea mai bună actriță în rol secundar într-un serial de comedie.
În teatru, Janney și-a făcut debutul în drama Ladies (1989) și a jucat în numeroase piese, înainte de a-și face debutul pe Broadway în 1996 în comedia Present Laughter. Pentru rolurile pe scenă, Janney a câștigat două premii Drama Desk și a fost nominalizată la două premii Tony: pentru cea mai bună actriță într-o piesă pentru interpretarea din A View from the Bridge (1997) și pentru cea mai bună actriță într-un muzical pentru rolul 9 to 5 (2009).
Pentru interpretarea ei din comedia neagră I, Tonya (2017), Janney a câștigat un premiu Oscar, un premiu BAFTA și un premiu Globul de Aur, toate pentru cea mai bună actriță în rol secundar.